# Teatro Chapí

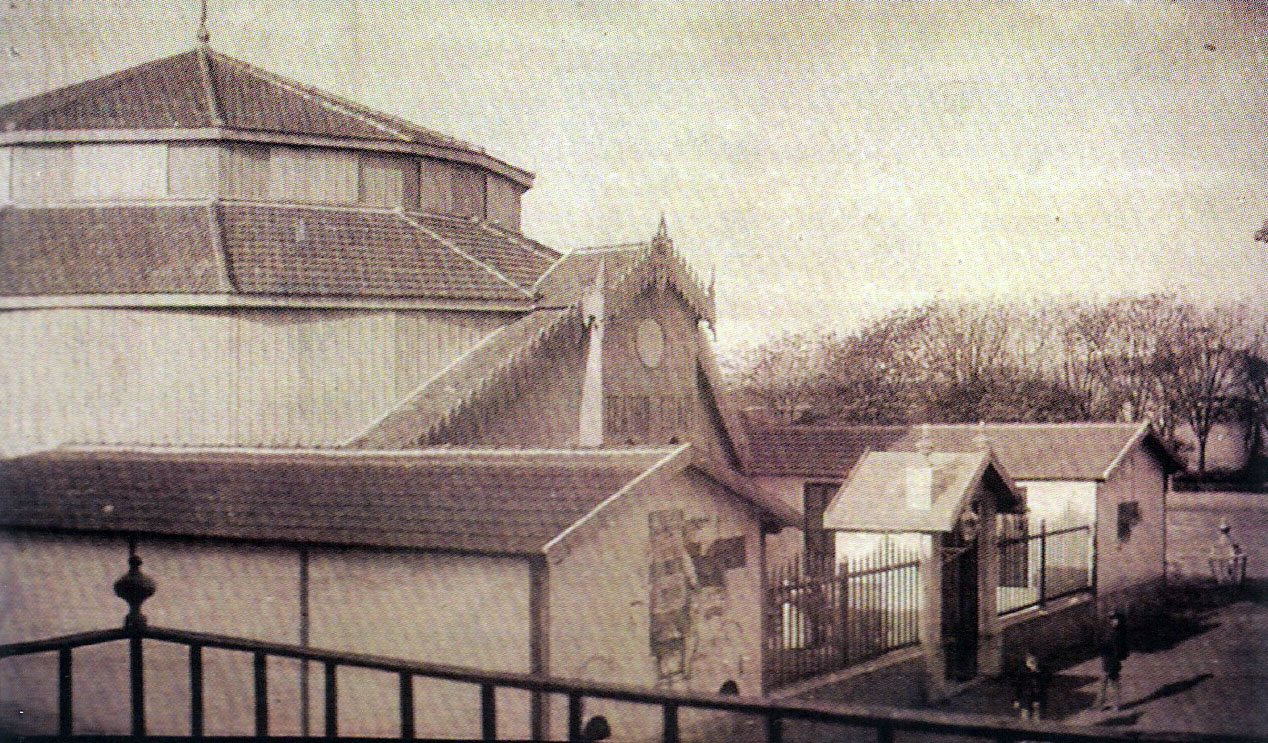
Vista del antiguo Teatro-Circo Chapí alrededor de 1884.

El teatro Chapí es un teatro situado en la calle Luciano López Ferrer número 17 de la ciudad española de Villena (Alicante). Está dedicado a su hijo predilecto, el compositor Ruperto Chapí y se inauguró en 1925. Es uno de los edificios más notables de la ciudad, además de uno de los teatros más activos de la Comunidad Valenciana.

## Historia

### El primer teatro
El primer teatro del que tenemos constancia es la Capilla del antiguo Hospital de la Concepción. Sus orígenes de remontan a 1838, y, puesto que la capilla estaba en aquel entonces en desuso, el ayuntamiento no observó ningún problema en conceder el permiso para representar obras allí.
La primera compañía de teatro de la que se tiene noticia fue la "Compañía de Árabes", que actuó en dicha capilla en 1842.

### El Teatro-Circo Chapí
El Teatro-Circo Chapí se inauguró el 20 de junio de 1885, año y medio después de comenzar su construcción y estuvo funcionando casi sin interrupción hasta el verano de 1908, año en que se demolió.
Tal edificio estaba construido en casi su totalidad de madera, siendo el resto el hierro que sujetaba la estructura y el peso del tejado. El suelo era de tierra en la platea, en la que además existía un muro de ladrillo que ayudaba a sostener el piso superior. La subida a la entrada general era por dos escaleras de no más de un metro de ancho, situadas a cada lado de la desembocadura del escenario.
Otros aspectos incómodos eran los estrechos pasillos, que junto a la mala distribución de los espacios ocasionaban una mala colocación de las personas.

### El Teatro Chapí

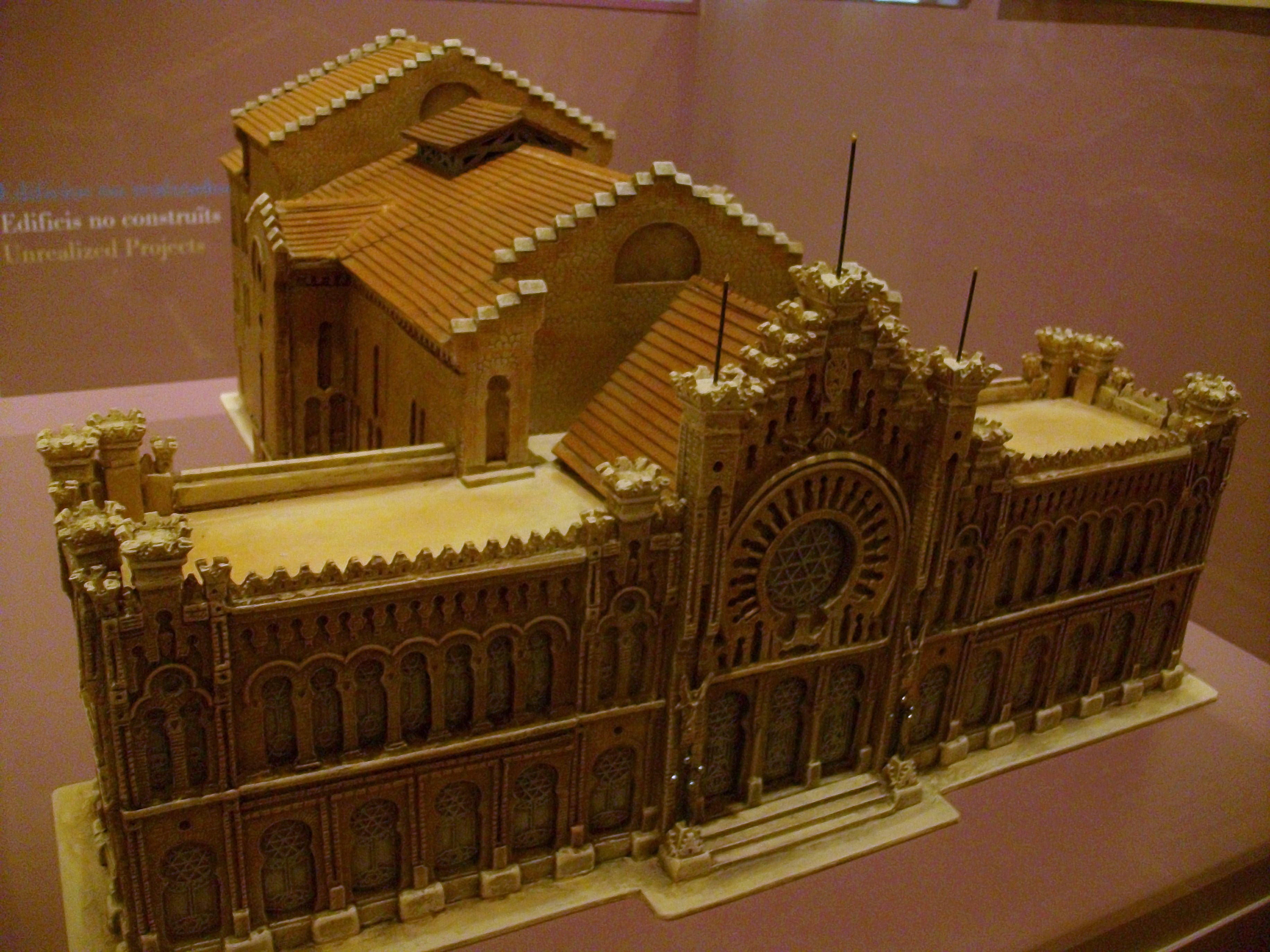
Proyecto original de José María Manuel Cortina para el Teatro Chapí, de estilo neomudéjar, del que solo se ejecutaron los laterales.

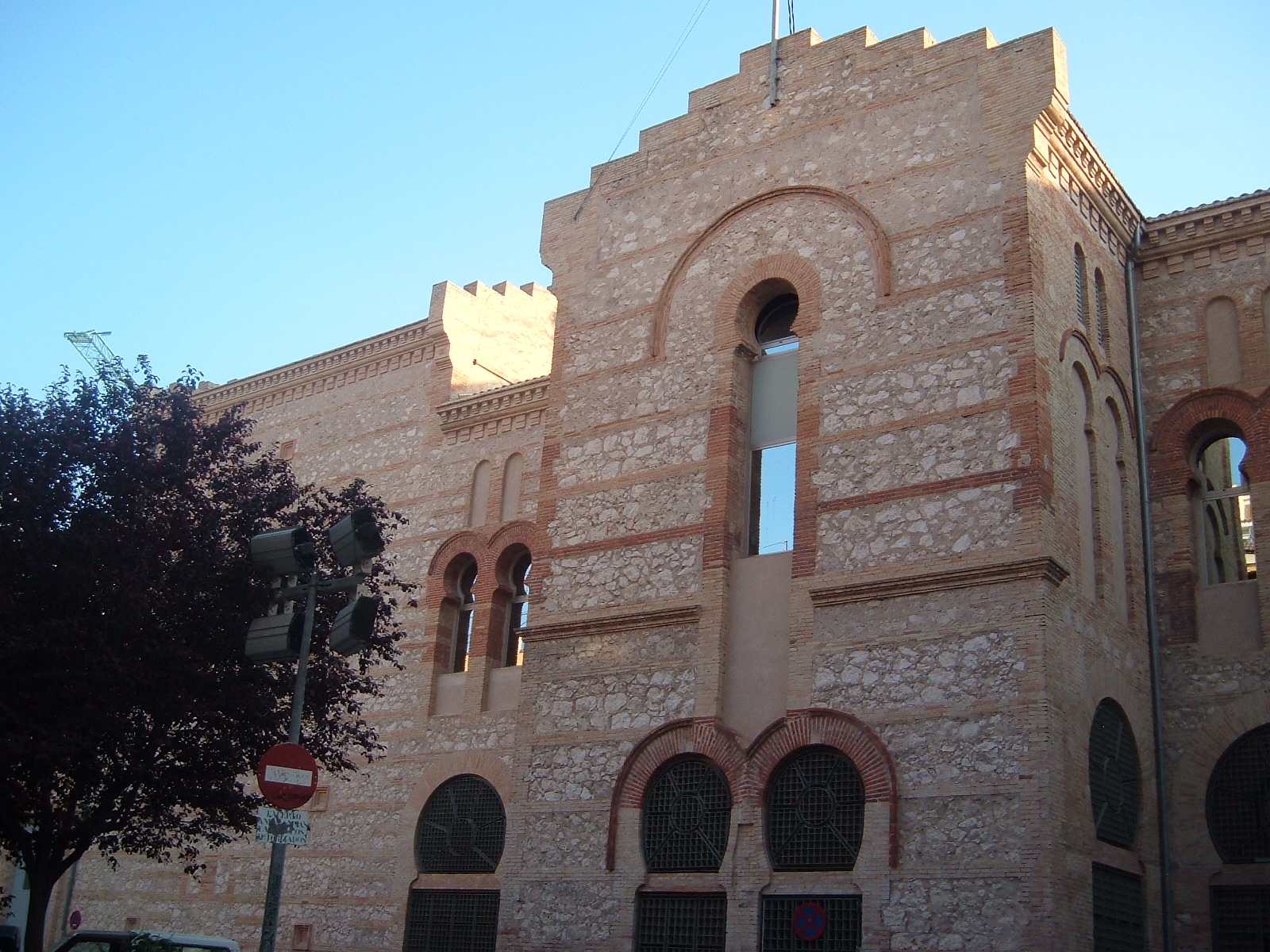
Fachada lateral del teatro, de estilo arabizante neomudéjar.

En 1914, Salvador Amorós Martínez, que había sido alcalde de la ciudad, creó una junta con el propósito de construir un nuevo teatro. Se emitieron acciones de 25 pesetas.
La primera piedra se colocó el 7 de septiembre de 1914, en plenas fiestas de Moros y Cristianos, habiéndose encargado el trabajo al arquitecto valenciano José María Manuel Cortina.
Las dificultades económicas no tardaron en llegar, y el arquitecto abandonó el proyecto en 1919, ante una situación económica bastante precaria y con el edificio a medio construir. En 1922 se decidió segregar a la parcela la propiedad de la junta constructora para realizar a partir de 1923 el edificio del Círculo Agrícola Mercantil Villenense, que se reconvertiría en el hall de entrada del teatro.
Así pues, la actual fachada adolece de un carácter eminentemente ecléctico, aunque cercano al clasicismo. No obstante, no se intervino en las fachadas laterales, que muestran el modernismo valenciano historicista de vertientes neomudéjares y se alzan, de este modo, como únicos testigos del paso de Cortina. Toda la decoración presenta un gran abigarramiento que lo dota del aspecto propio de un teatro italiano de principios del siglo XX.
Finalmente, y tras más de 11 años, el teatro se inauguró el día 5 de diciembre de 1925, con su forma exterior actual.

### Remodelación
En 1989 el teatro se hallaba en estado de abandono, por lo que se inicia el proyecto de "Restauro-habilitación del Teatro Chapí". En una primera fase el ayuntamiento tuvo una disputa con el Círculo Agrícola Mercantil sobre la propiedad del teatro, por lo que finalmente se decidió dejar las dependencias del Círculo tal y como estaban y diseñar un vestíbulo asimétrico.
En 1993 se contacta con la empresa Intagua S.L., cuya primera actuación fue la intervención en los salones delanteros debido a las inmensas goteras y la falta de estanqueidad de la azotea. A continuación el ayuntamiento funda una Escuela-Taller en colaboración con el INEM para proseguir las obras de restauración del teatro. La segunda fase de las obras se realiza durante 1994 y 1995. La ubicación se respetó tal como en el plano original, en el que aparecen dos espacios libres a ambos lados del edificio. Los cambios más notables realizados en el interior consistieron en un techo falso que mejorara la acústica y en rectificar el desnivel del escenario. Las obras de restauración finalizaron en 1999.

### Reinauguración
El teatro se volvió a abrir al público el 24 de abril de 1999 tras un lapso de más de 15 años. En la actualidad es uno de los teatros más activos de la Comunidad Valenciana, representando obras de calidad a escala nacional y, en ocasiones, internacional.